# Amar Tribeche
Pour les articles homonymes, voir Tribèche.
Amar Tribeche, né le 20 septembre 1953 à Boghni, dans la région de Tizi Ouzou (Algérie), est un réalisateur algérien.

## Filmographie

### Réalisateur
- 1973-1975 : fait partie de la première formation, dans le domaine de la réalisation, de la Radiodiffusion Télévision Algérienne (RTA)

- Films-diplôme
- 1973 : Le Refus, (court métrage)
- 1974 : La Grenade, (moyen métrage)
- 1975-1987 : plusieurs émissions de télévision, documentaires, films pour enfants…
- 1989 : Le grand prix, qui a obtenu le prix Targa Anika au festival international de Salernes (Italie)
- 1990 : Aïla kines, avec Fatiha Berber et Athmane Ariouet
- 1992 : Deux femmes, avec Bahia Rachedi et Athmane Ariouet
- 1994 : Aïlet si slimane, (Feuilleton) avec Nadia Talbi et Omar Guendouz
- 1995 : Pas gazouz pour azouz, (Sitcom) avec Bahia Rachedi, Dalila Halilou et Abdelkrim Benkherfellah
- 1996 : Fils de famille, avec Sonia, Arslane, Doudja Achaachi et Ahmed Benaïssa
- 1998 : L'Aigle blessé, avec Sonia, Fatima Belhadj, Rachid Fares et Driss Chekrouni

- Période ENTV
- 1999 : Bin El barah quel youm, (Feuilleton) avec Bahia Rachedi, Hamid Achouri et Lakhdar Boukhers
- 2000 : Arfaà rassek ya elgarmi, avec Fatima Belhadj, Salah Aougrout et Hamid Remas
- 2002 : Chafika Baàd Elliqa, (Feuilleton) avec Djamila Arrès, Arslane, Farida Saboundji et Larbi Zekkal
- 2005 : El Badra, (Série télévisée) avec Nidhal, Mohammed Adjaïmi et Mustapha Ayad
- 2006 : Ellayali El Beïba, (Feuilleton) avec Samira Sahraoui, Khadidja Mezini et Azzeddine Boureghda
- 2008 : El Badra 2, (Série télévisée) avec Nidhal, Mohammed Adjaïmi et Mustapha Ayad
- 2009 : Djourouh El Hayat, (Feuilleton) avec Bahia Rachedi, Mohammed Adjaïmi, Farida Saboundji, Samira Sahraoui, Malika Belbey et Amar Maarouf
- 2015 : Chita' Bared

### Films documentaires
- L'Enfance entre les textes et l’application (1979)
- La Pollution (1982)
- Les Enfants hospitalisés (1994)
- Le Souffle dans l’eau (1995)
- Les Femmes libres de la Méditerranée ou Sur les pas de l’égalité (documentaire financé par l’union européenne) (2010)